# لویی سالیوان
لویی سالیوان (به انگلیسی: Louis Sullivan) ‏(۳ سپتامبر ۱۸۵۶ – ۱۴ آوریل ۱۹۲۴) معمار آمریکایی بود. از وی به عنوان «پدر آسمانخراش‌ها» و «پدر مدرنیسم» یاد می‌شود. اصل تبعیت فرم از کارکرد نیز نخستین بار در سال ۱۸۹۶ توسط سالیوان در مقاله ای با عنوان «بررسی هنری یک ساختمان اداری بلند» معرفی گردید. او استاد فرنک لوید رایت، و از مبدعان اصلی ساختمان های بلند است. او یکی از اعضای شیوه معماری شیکاگو بود، در ۱۹۲۴ درگذشت.

## نگارخانه

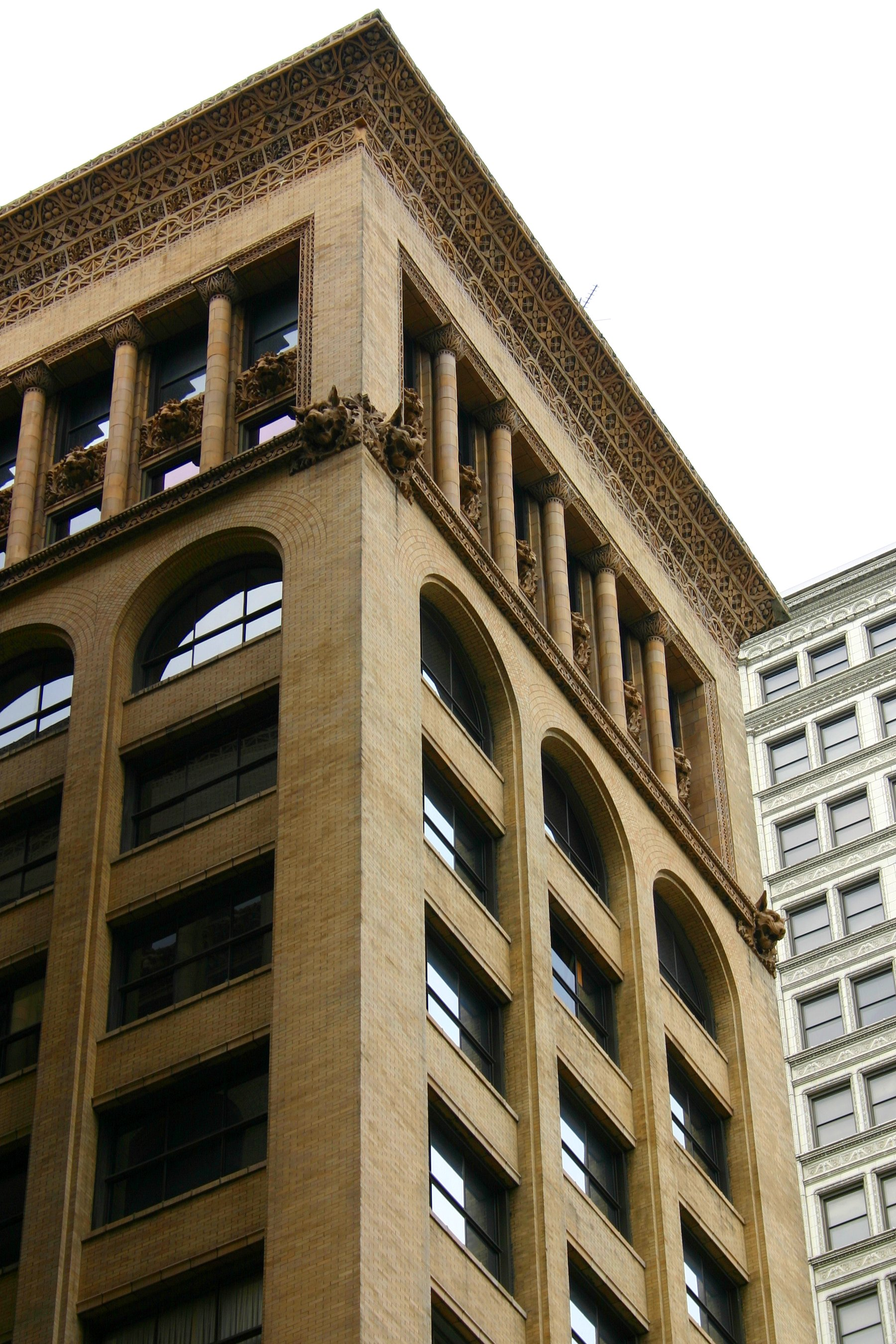
Union Trust Building
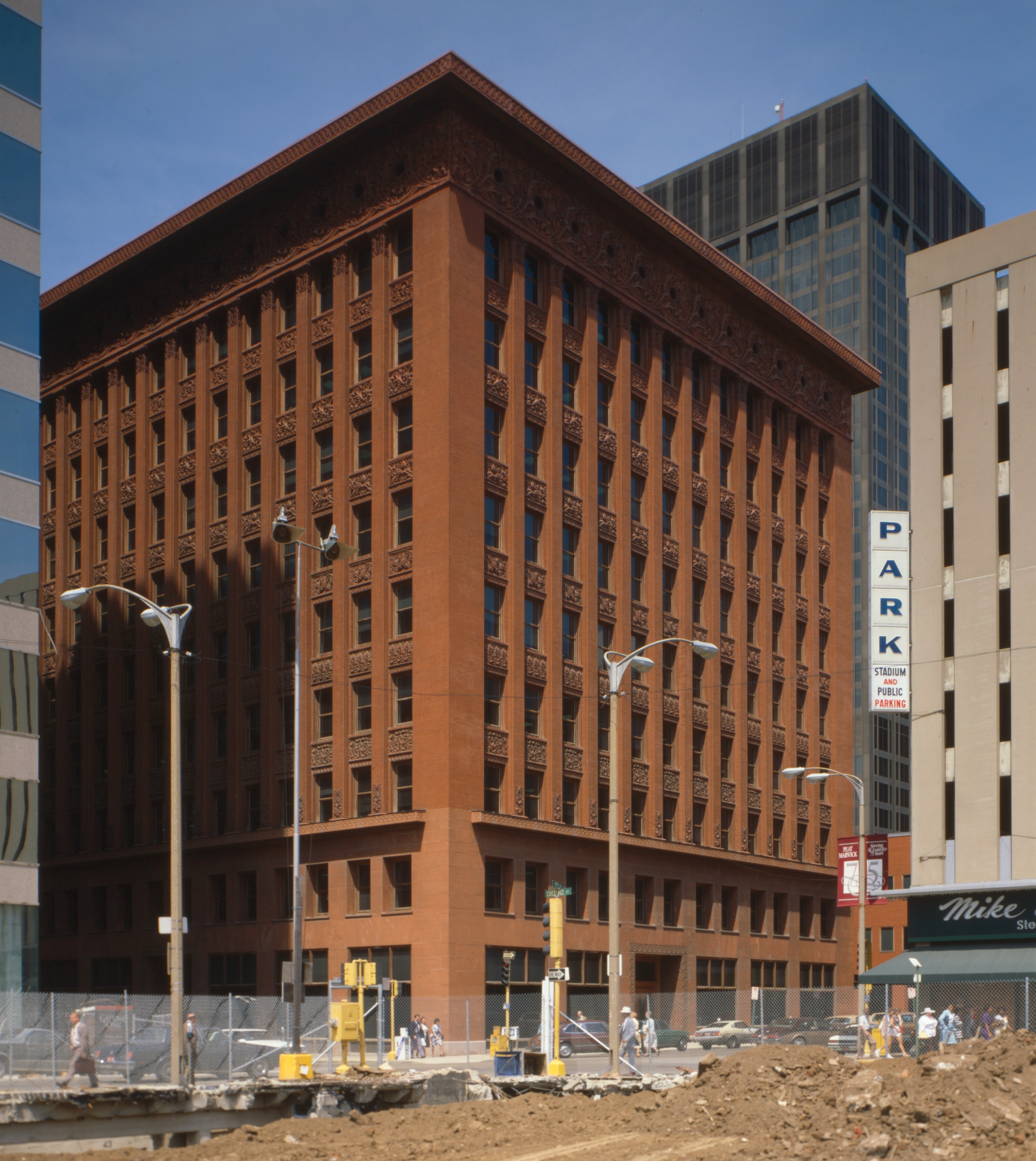
Wainwright Building
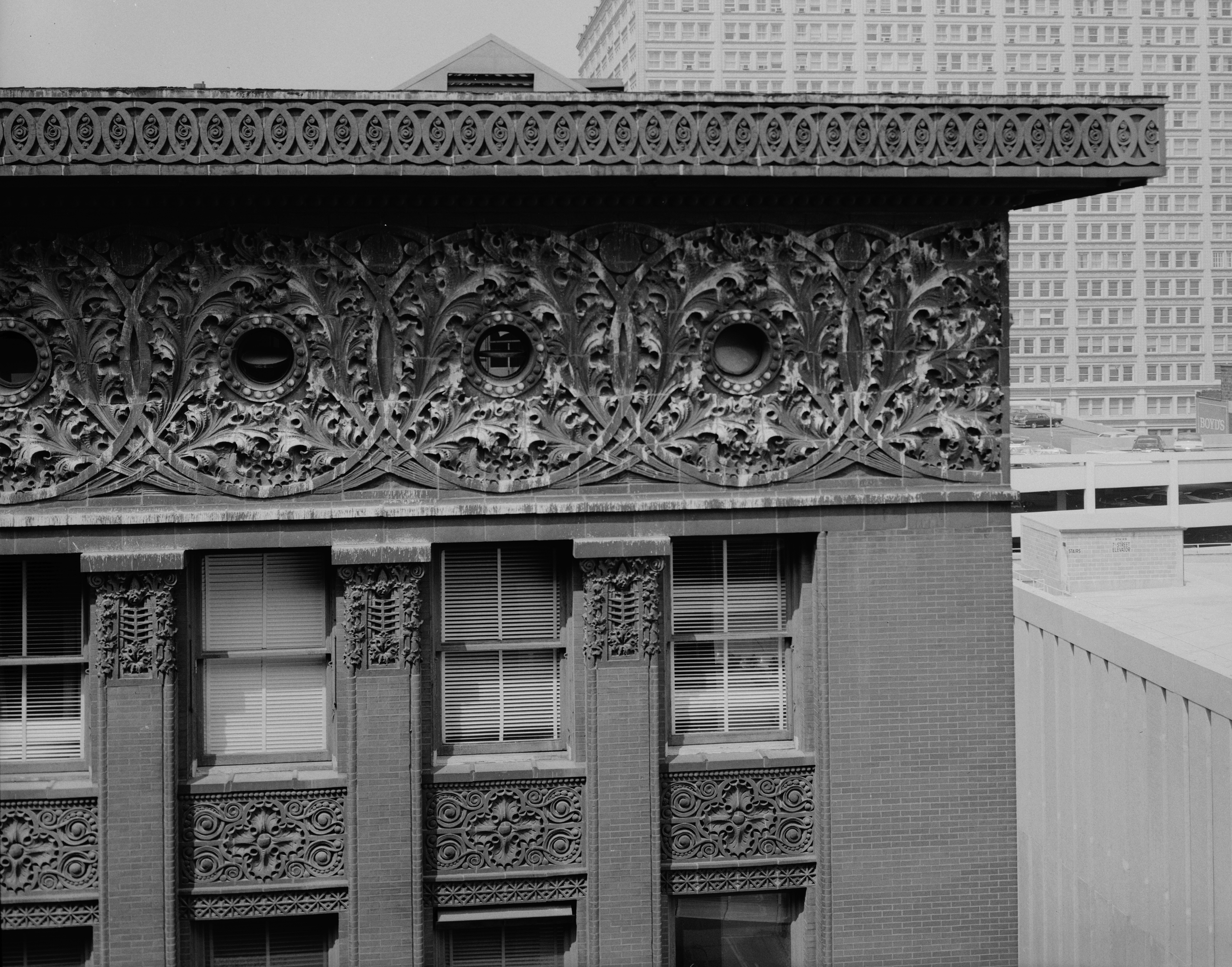
Wainwright Building cornice
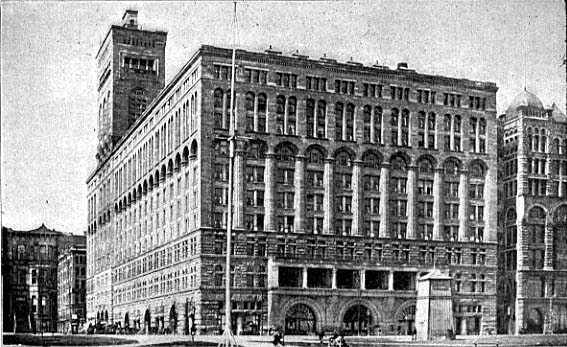
Auditorium Building
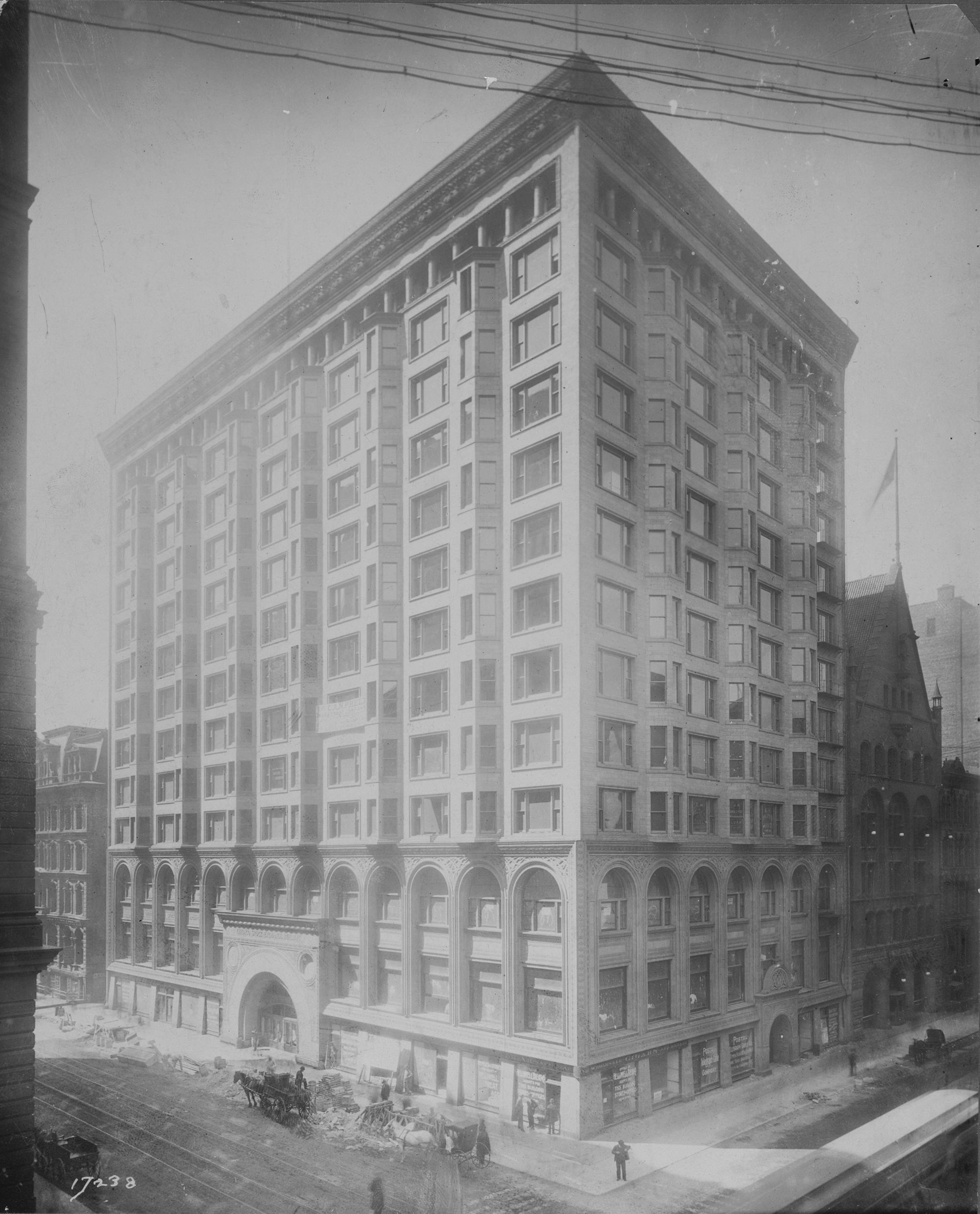
Chicago Stock Exchange Building
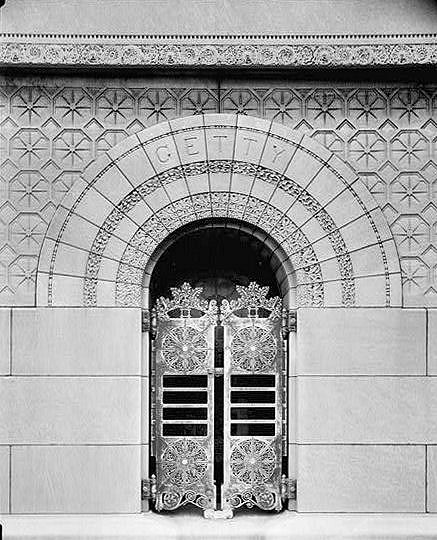
Getty Tomb
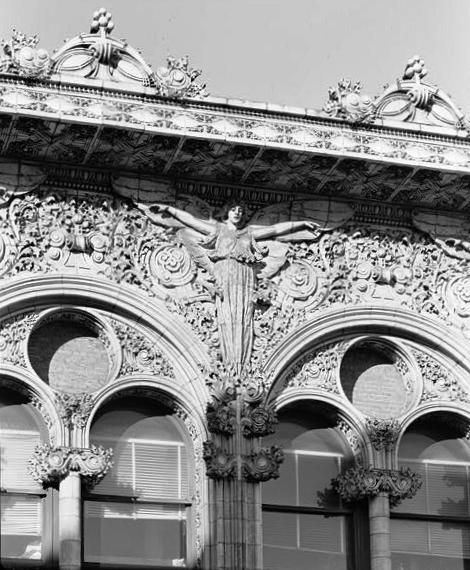
Bayard-Condict Building
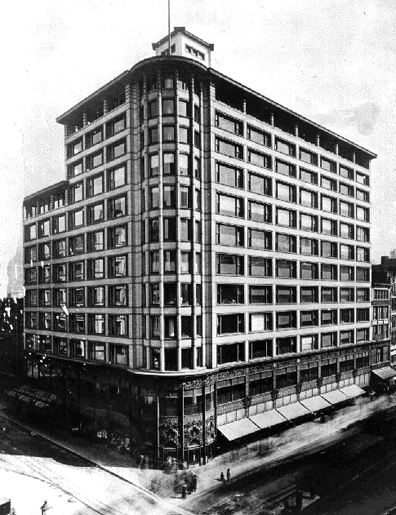
Carson Pirie Scott store
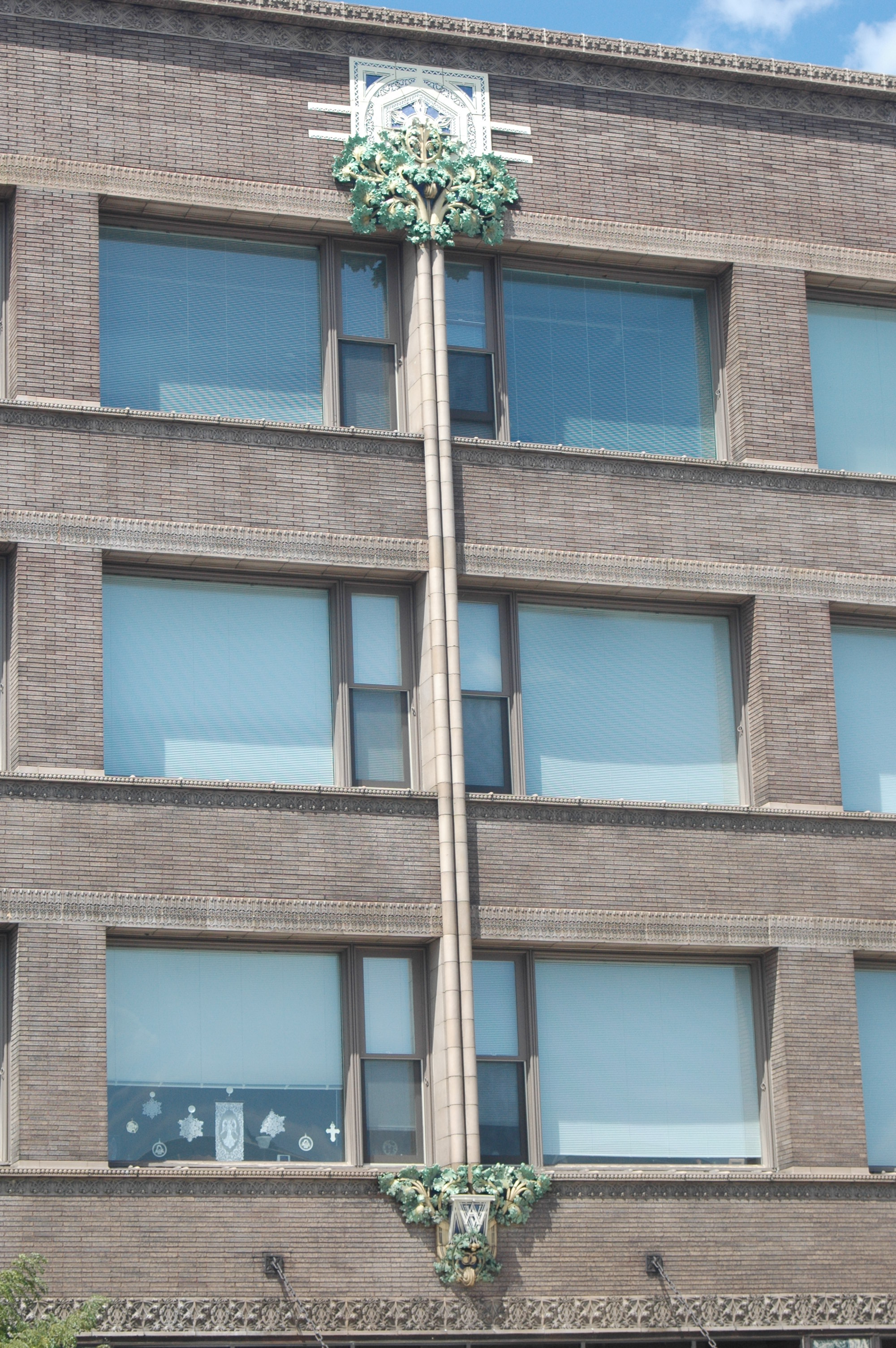
The Van Allen Building
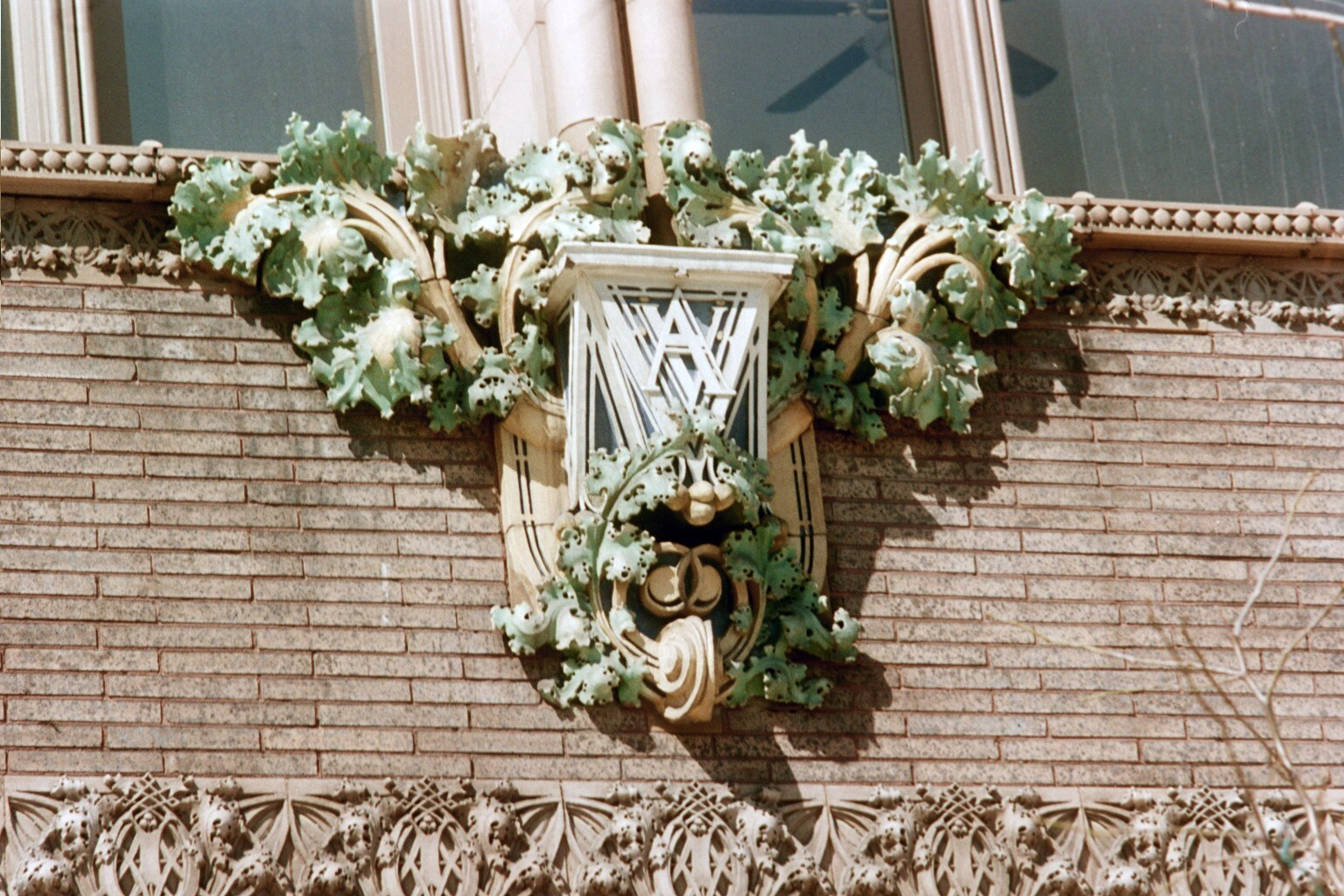
Detail of ornamentation of the Van Allen Building
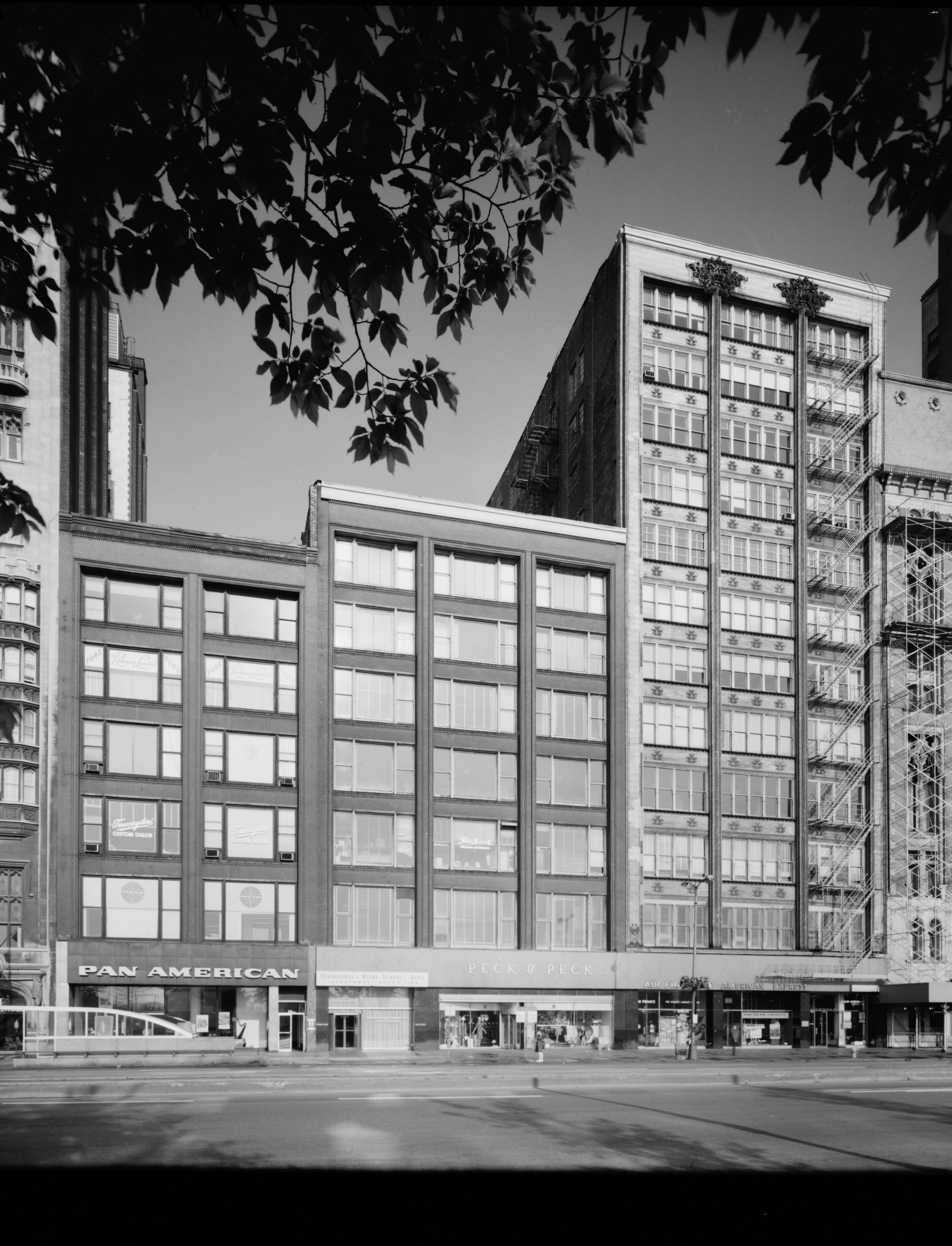
Gage Building (on right)
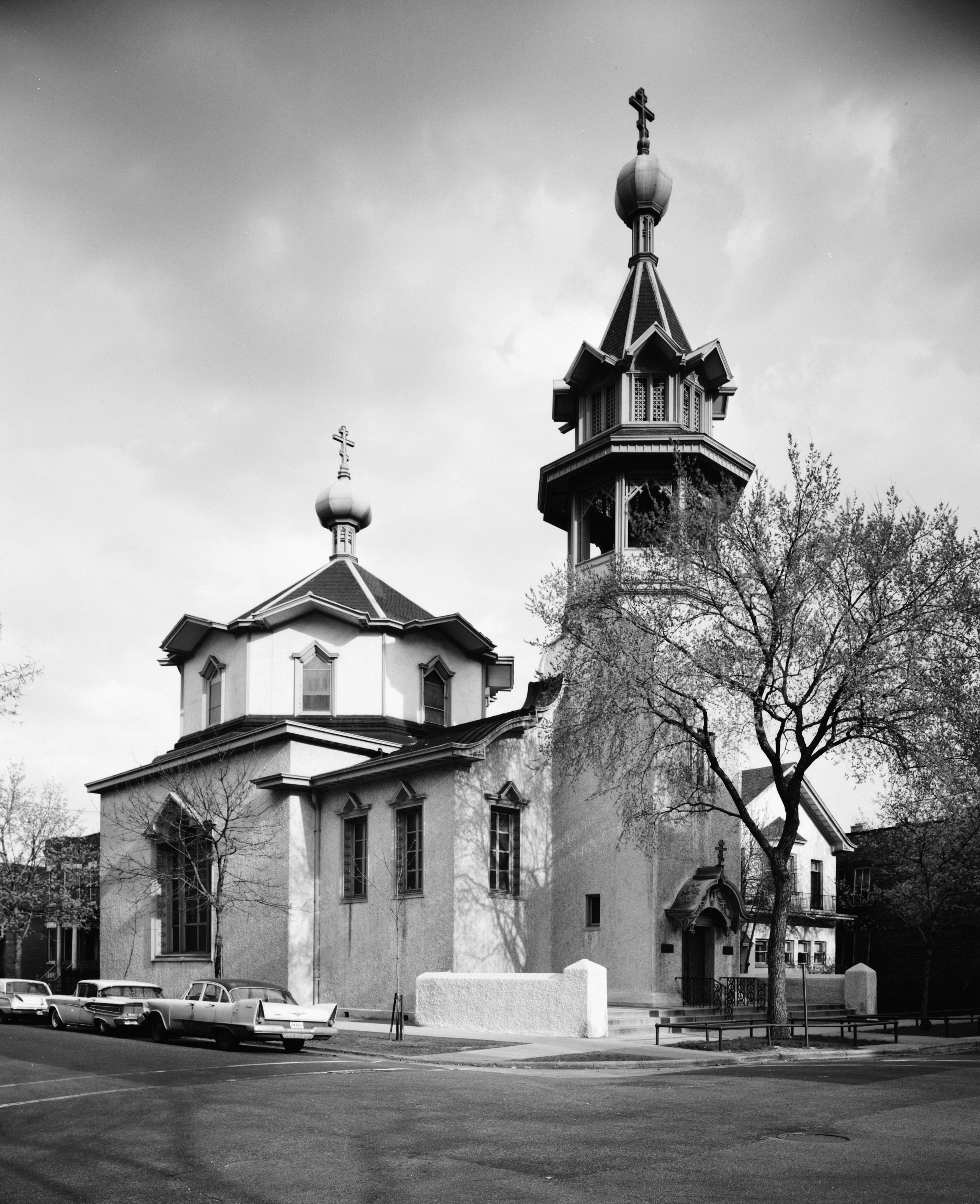
Holy Trinity Russian Orthodox Cathedral, exterior
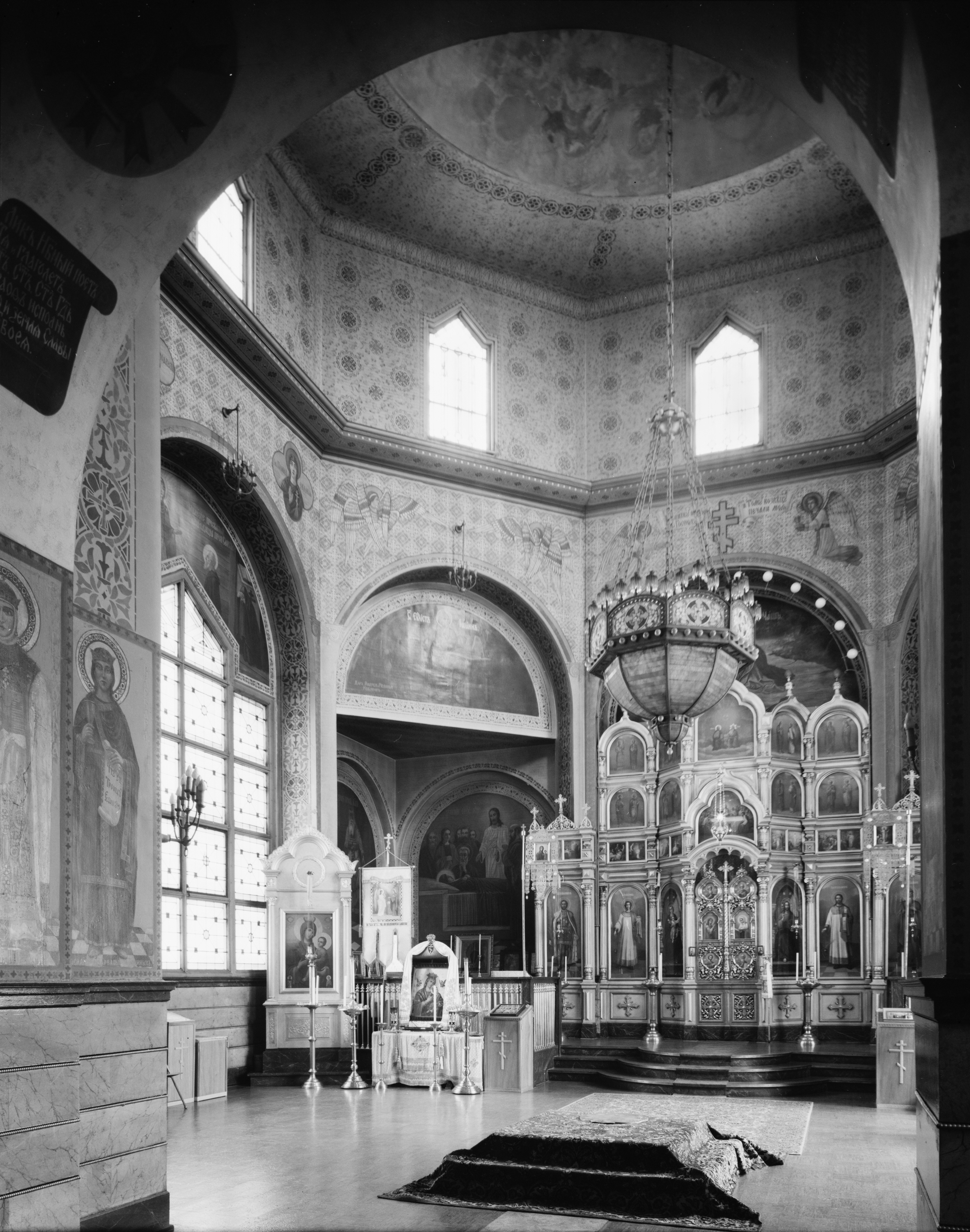
Holy Trinity Russian Orthodox Cathedral, interior
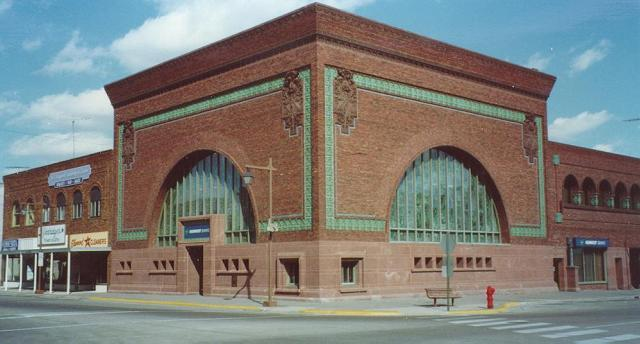
National Farmer's Bank of Owatonna
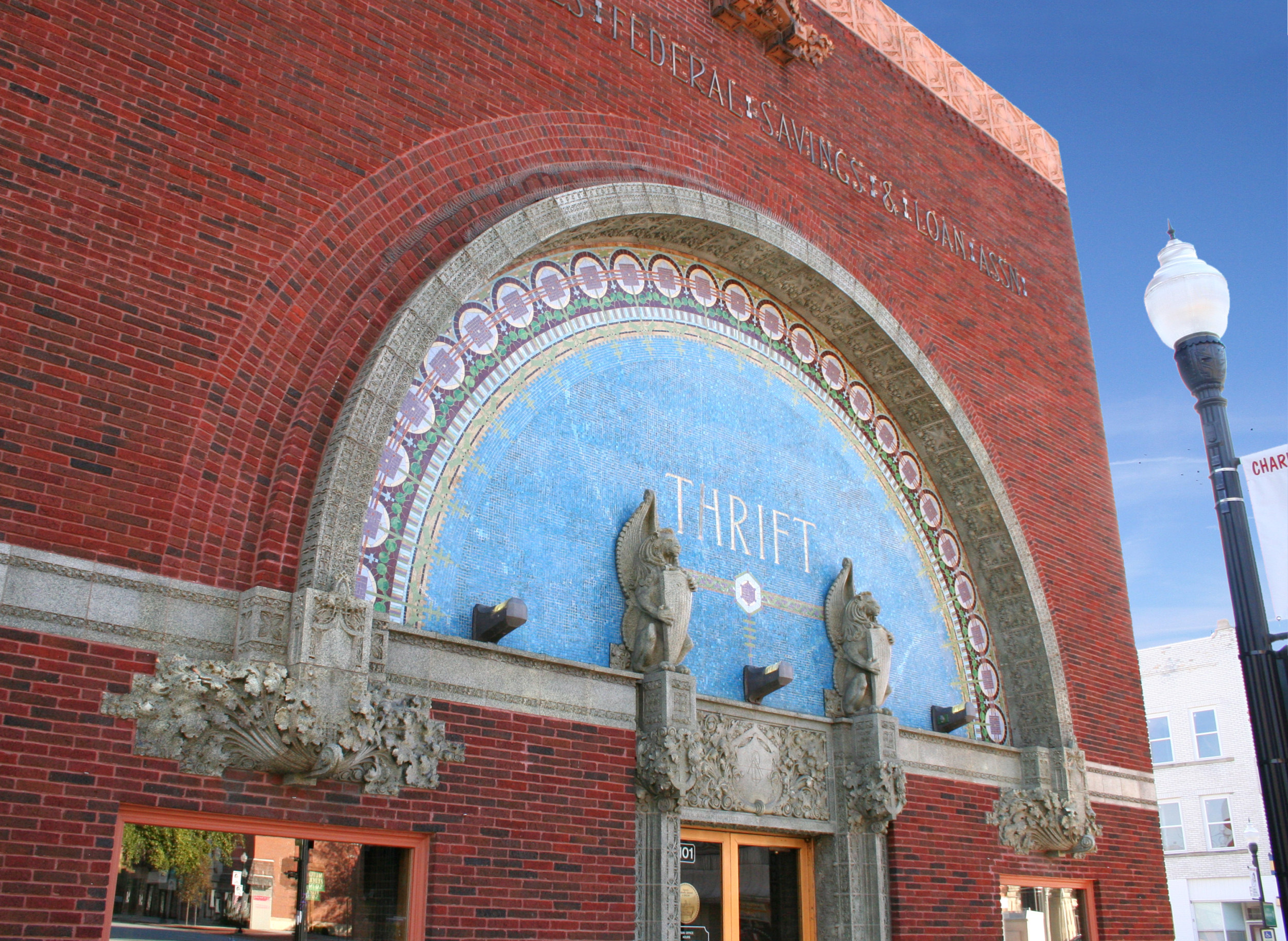
People's Federal Savings and Loan Association
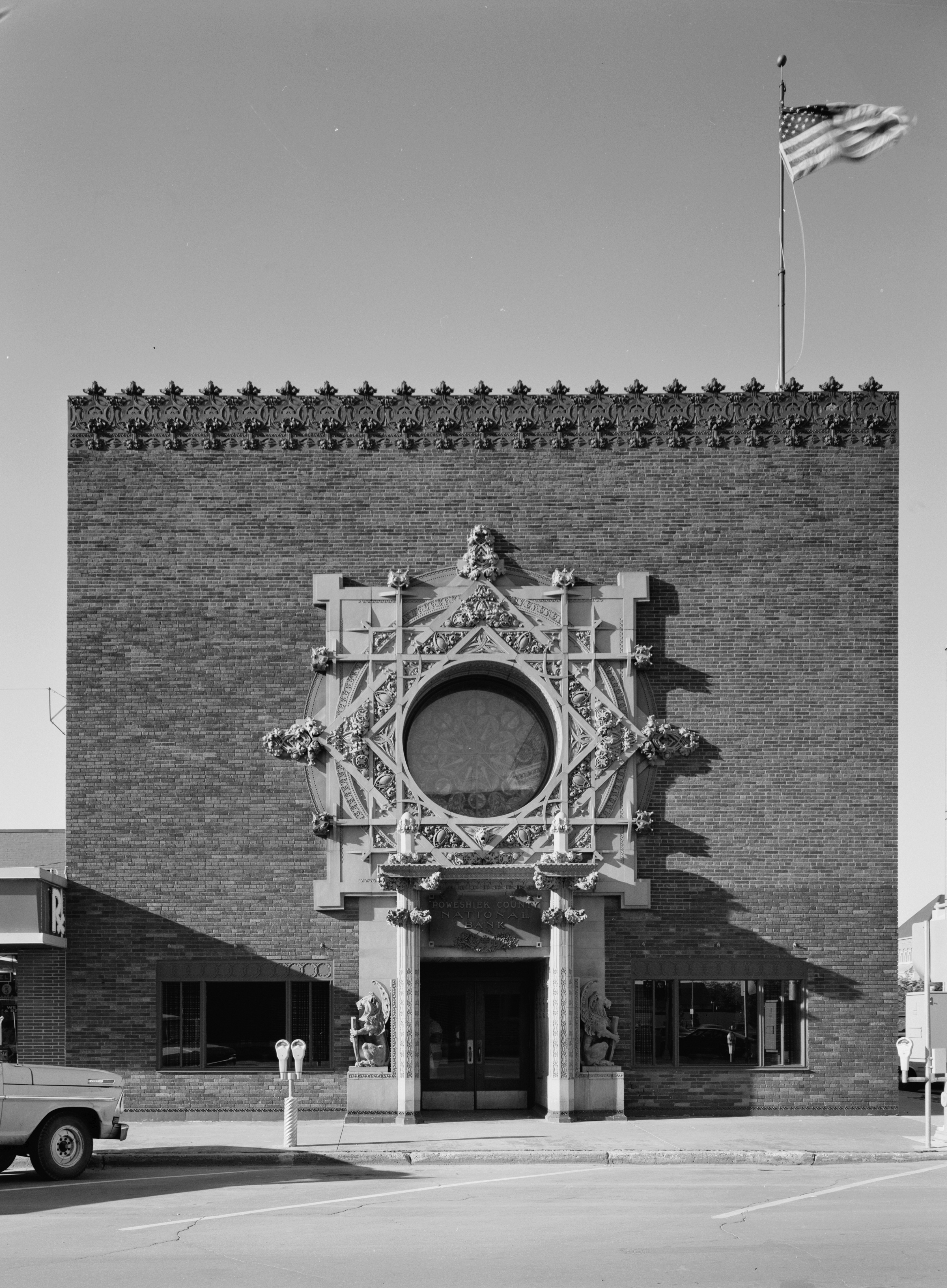
Merchants' National Bank
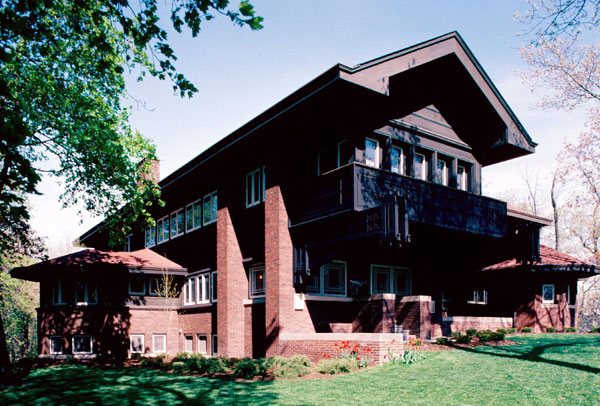
Harold C. Bradley House, Wisconsin
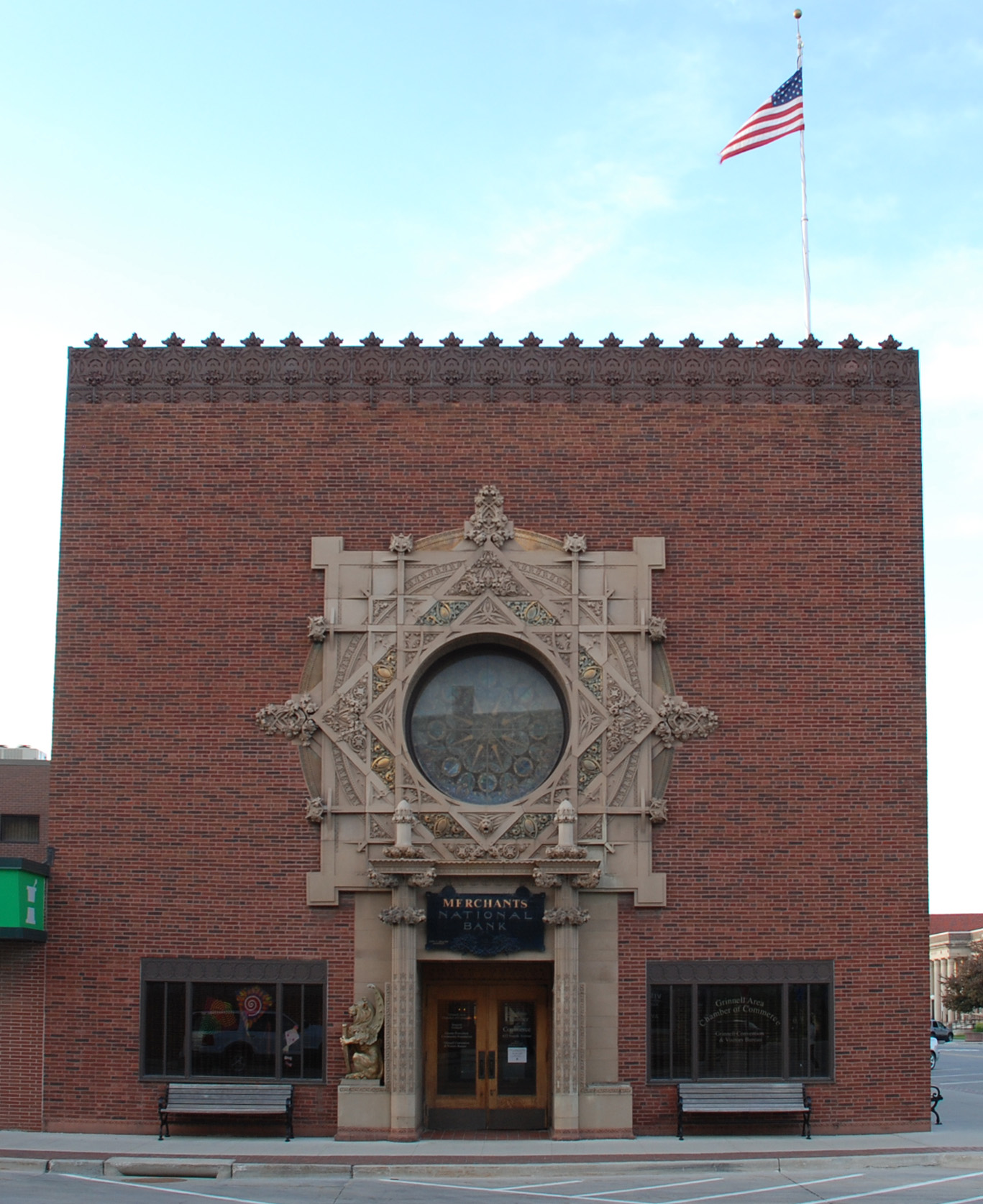
Louis Sullivan Jewel Box, Grinnell, Iowa
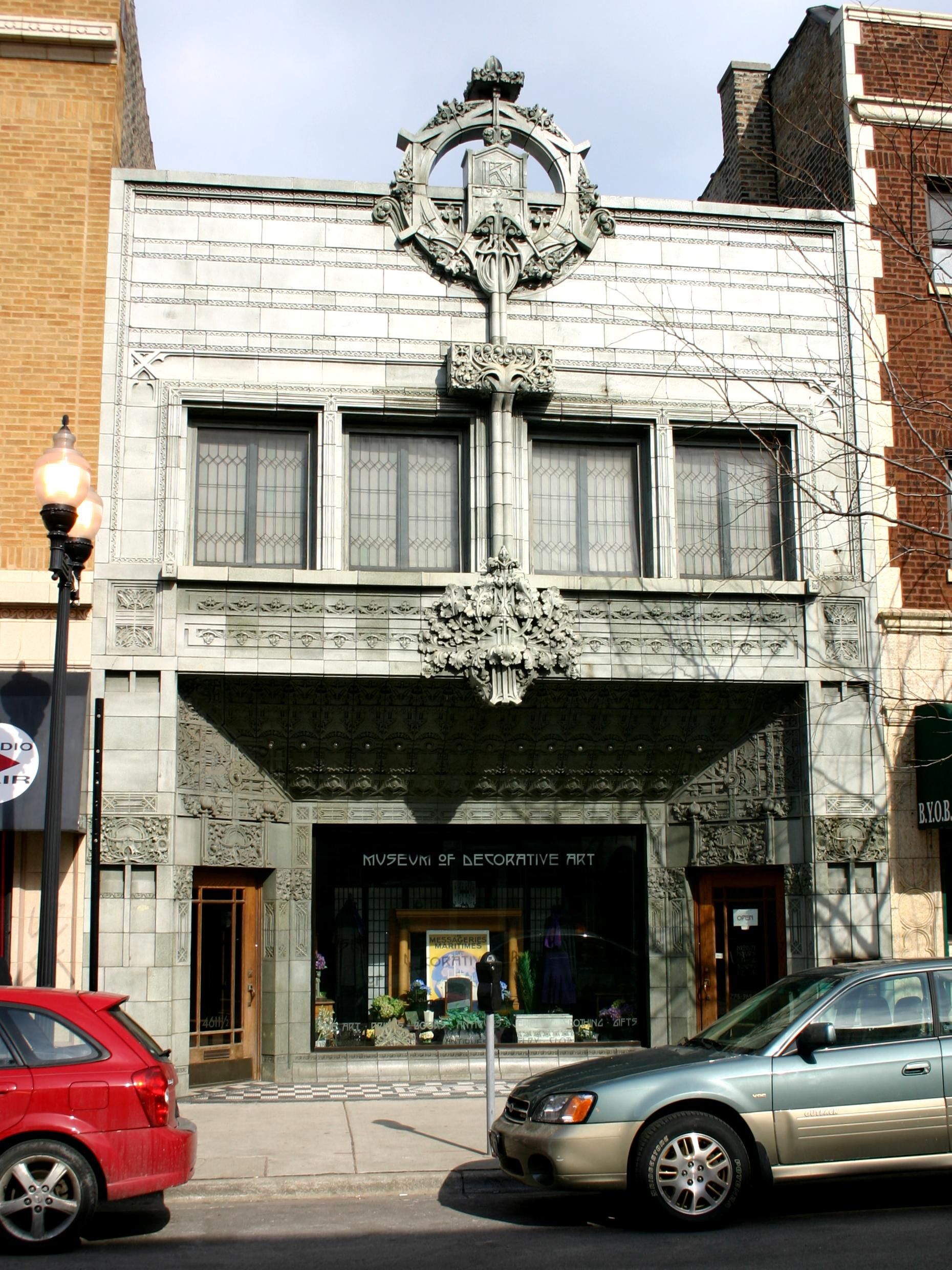
Krause Music Store